# Kosmos 2305
Kosmos 2305, ruski izviđački satelit iz programa Kosmos. Vrste je Jantar-4KS1M (Neman).
Lansiran je 29. prosinca 1994. godine u 11:30 s kozmodroma Bajkonura (Tjuratam) u Kazahstanu. Lansiran je u nisku orbitu oko planeta Zemlje raketom nosačem Sojuz-U 11A511U. Orbita mu je bila 240 km u perigeju i 307 km u apogeju. Orbitna inklinacija bila mu je 64,90°. Spacetrackov kataloški broj je 23453. COSPARova oznaka je 1994-088-A. Zemlju je obilazio u 89,99 minuta. Pri lansiranju bio je mase 6600 kg. 
Deorbitirao je 18. prosinca 1995. godine.
Djelovi satelita su otpali. Prvome komadu satelita orbita je bila 168 km u perigeju i 293 km u apogeju. Orbitna inklinacija bila mu je 64,89°. Spacetrackov kataloški broj je 23746. COSPARova oznaka je 1994-088-C. Zemlju je obilazio u 89,11 minuta. U atmosferu je ušao ponovo 22. prosinca 1995. godine.
Drugome komadu satelita orbita je bila 155 km u perigeju i 223 km u apogeju. Orbitna inklinacija bila mu je 64,92°. Spacetrackov kataloški broj je 23747. COSPARova oznaka je 1994-088-D. Zemlju je obilazio u 89,27 minuta. U atmosferu je ušao ponovo 22. prosinca 1995. godine.

## Vanjske poveznice
- N2YO.com Search Satellite Database
- Celes Trak SATCAT Format Documentation (engl.)
- Kunstman  Arhivirana inačica izvorne stranice od 12. kolovoza 2019. (Wayback Machine) Satellites in Orbit (engl.)